# Вебтун
Вебтун (кор. 웹툰) — южнокорейский цифровой комикс, обычно предназначенный для чтения на смартфонах. Вебтун можно назвать манхвой — термином, используемым для характеристики корейских комиксов.
Всплеск популярности вебтунов за пределами страны произошёл во многом благодаря тому, что манхву весьма удобно читать на смартфонах. Поскольку цифровая манхва стала популярной, печатная публикация манхвы уменьшилась. Количество материалов, опубликованных в форме вебтунов, теперь достигло того же количества, что и опубликованных на физическом носителе.

## Формат
Все вебтуны обычно имеют несколько общих черт: каждый выпуск публикуется на одной длинной вертикальной полосе (с использованием бесконечного холста, а не нескольких страниц, чтобы его было легче читать на смартфоне или компьютере); в отличие от манги, они чаще всего цветные, а не черно-белые, поскольку редко публикуются в физической форме; а некоторые имеют музыку и анимацию, которые воспроизводятся во время каждой главы. В случае Южной Кореи также имеют место другие законы о цензуре для материалов, публикуемых в Интернете, чем в печатных медиа, что привело к тому, что всё больше манхвы, носящей порнографический характер, производится и публикуется в виде вебтунов.

### Модель дохода
Веб-сайты, на которых размещаются вебтуны, используют различные модели оплаты. Некоторые предлагают ограниченный набор глав бесплатно, а остальные платно. Другие позволяют читать только определённое количество глав в день без оплаты.
Создатели вебтунов могут зарабатывать деньги на рекламе, отображаемой в их произведениях. До 2019 года создатели-любители могли зарабатывать деньги за счёт кредитов, предоставленных их фанатами. Деньги, которые получают профессиональные и любительские авторы, зависят от количества просмотров страницы.

## История
Корейский веб-портал Daum создал в 2003 году отдел вебтунов, известный как Daum Webtoon, а затем, вслед за ней, Naver запустил Naver Webtoon в 2004 году. Эти службы регулярно выпускают вебтуны, которые доступны бесплатно. По словам Дэвида Уэлша из Bloomberg, на комиксы приходится четверть всех продаж книг в Южной Корее, в то время как более 3 миллионов корейских пользователей заплатили за доступ к онлайн-манхвам, а 10 миллионов пользователей читают бесплатные вебтуны.
По состоянию на июль 2014 года Naver опубликовал 520 вебтунов, а Daum — 434. С начала 2010-х годов такие сервисы, как TappyToon и Spottoon, начали официально переводить вебтуны на английский язык, в то время как некоторые корейские издатели, такие как Lezhin, Toomics и TopToon, начали самостоятельно переводить свои произведения. Примеры популярных вебтунов, переведенных на английский язык: «Лукизм», «Неприкасаемый», «Клетки Юми», «Звук твоего сердца», «Потусторонние истории», «Убить сталкера», «Игрок», «Царь Горы», «Шальные девчонки», «Дворянство» и «Башня Бога». В последние годы эти вебтуны набирают популярность на западных рынках, конкурируя с японской мангой.
Раньше произведения были разделены на два рейтинга: «Все» (вебтун подходит для всех возрастов) и 18+ (никто младше 18 лет не может читать этот вебтун). С мая 2019 года внедрена рейтинговая система вебтунов. Сообщается, что в нем примут участие 10 платформ, включая Naver и Daum. Ожидается, что теперь будут следующие рейтинги: все, 12 лет и старше, 15 лет и старше, 19 лет и старше.

### Нулевое поколение

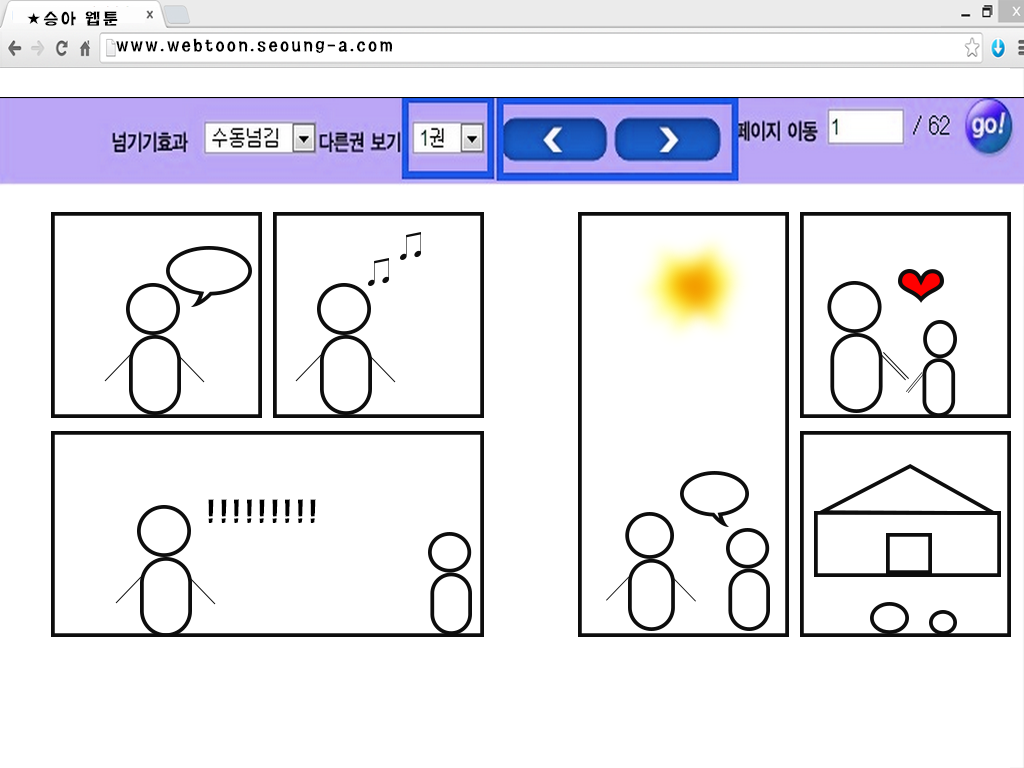
Макет раннего вебтуна

Самые ранние вебтуны были отсканированными оригинальными комиксами, загруженными в Интернет, обычно в формате одностраничного макета.

### Первое поколение
С развитием технологий, авторы смогли использовать эффекты флэш-анимации.

### Второе поколение

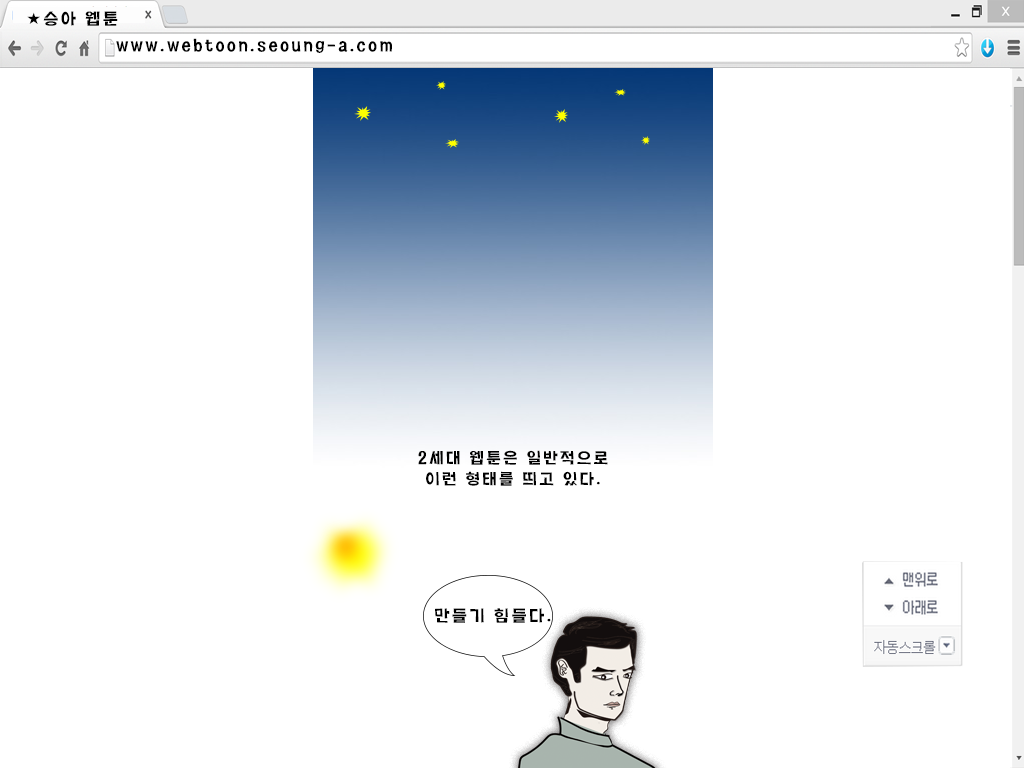
Пример вебтуна второго поколения

Улучшенная предварительная загрузка позволила более поздним авторам использовать вертикальную компоновку с прокруткой. В отличие от комиксов с плотной композицией панелей, при прокрутке появляются новые панели. Это делает вебтуны подходящими для постепенного и непрерывного представления, позволяя читать вебтуны более плавно.

### Третье поколение
С появлением смартфонов и планшетов вебтуны также перешли на новые платформы, такие как приложения. Также были введены звуки, подразумевающие дополнительные выражения и тона, а также интерактивные движения, чтобы вызвать волнение и привлечь внимание зрителей к определённым объектам.
До 2014 года большинство вебтунов было доступно только на английском языке через неофициальные переводы фанатов. В июле 2014 года дочерняя компания Naver Line начала публикацию переводов популярных вебтунов на английский язык через сервис WEBTOON.